# Croxall
Croxall är en by i civil parish Edingale, i distriktet Lichfield, i grevskapet Staffordshire i England. Byn är belägen 9 km från Lichfield. Croxall var en civil parish fram till 1934 när blev den en del av Edingale. Civil parish hade 184 invånare år 1931. Byn nämndes i Domedagsboken (Domesday Book) år 1086, och kallades då Crocheshalle.